# What If (2013)
What If (ook uitgebracht als The F Word) is een Iers-Canadese romantische filmkomedie uit 2013 onder regie van Michael Dowse. Het verhaal hiervan is gebaseerd op dat uit het toneelstuk Toothpaste and Cigars van T.J. Dawe en Michael Rinaldi. What If won onder meer de Genie Award voor beste bewerkte scenario.

## Verhaal
Wallace is bijna een jaar vrijgezel sinds hij zijn voormalige vriendin Megan heeft betrapt met een ander. Ze studeerden allebei geneeskunde, maar hij is daarmee direct na het voorval gestopt. Zijn vriend Allan haalt hem over mee te gaan naar een feest. Daar ontmoet Wallace Chantry. Ze hebben meteen een klik en brengen de hele avond met elkaar door. Ze delen hetzelfde gevoel voor zwarte humor. Nadat hij haar thuisbrengt, laat zij alleen vallen dat ze een vriend heeft, Ben. Ze heeft al vijf jaar een relatie met hem. Chantry geeft Wallace haar telefoonnummer om een keer wat af te spreken, als vrienden. Hij neemt dit aan, maar ziet eigenlijk meer in haar. Omdat zij al iemand heeft en hij niet in een relatie wil stoken, gooit hij haar nummer weg. Wanneer ze elkaar later bij toeval toch weer tegenkomen bij een bioscoop, gaan ze samen wat eten. Het is het begin van een vriendschap waarbinnen Wallace zijn best doet geheim te houden dat hij eigenlijk verliefd is op Chantry.
De band tussen Wallace en Chantry groeit en groeit. Dit neemt nog verder toe wanneer Ben zes maanden naar Ierland vertrekt in verband met zijn werk voor de Verenigde Naties. Chantry's zus Dalia probeert Wallace te verleiden, maar hij weert haar af. Hij is bang dat hij zijn kansen bij Chantry voorgoed vergooit zijn als hij met haar zus naar bed zou gaan.
Allan en zijn vriendin Nicole gaan op een avond samen met Wallace en Chantry wandelen op een strand. Daar besluiten ze alle vier om te gaan naaktzwemmen. Wallace en Chantry zien elkaar voor het eerst naakt. Ze geven elkaar allebei toestemming om de ander zo te bekijken. Wanneer ze terugkomen op het strand, zijn Allan en Nicole weg. Ze hebben de kleren van Wallace en Chantry meegenomen en alleen één slaapzak achtergelaten. Boos dat ze hiertoe gedwongen worden, delen ze die. Ze beleven een ongemakkelijke nacht met zoveel tussenruimte als mogelijk. Wanneer Allan en Nicole de volgende dag terugkeren, stappen de twee boos en opgelaten in de auto.
Chantry vliegt verward naar Dublin om Ben op te zoeken. Daar komt ze erachter dat hij een voorstel heeft geaccepteerd om zes maanden langer in Europa te blijven, zonder dat hij het daar met haar over heeft gehad. Boos verbreekt ze de relatie en vliegt ze terug. Wallace arriveert intussen juist in Ierland. Een gesprek met Allan heeft hem doen besluiten Chantry over zijn ware gevoelens voor haar te vertellen voor het te laat is. Zij zit inmiddels alleen al in een vliegtuig terug naar Canada. Wanneer hij aankomt bij Ben, geeft die hem een klap in zijn gezicht. Hij vermoedde vanaf de eerste dag dat Wallace meer dan vriendschap wilde van Chantry en reageert zich op hem af. Hij laat Wallace bewusteloos onder aan de trap voor zijn huis liggen.
Wanneer hij bij bewustzijn komt, haast Wallace zich terug naar Canada. Hij verschijnt net op tijd op een afspraak met Chantry in een lunchroom. Hij vertelt haar dat hij haar achterna naar Ierland was gevlogen en waarom. Ze wordt kwaad omdat hij al die tijd niet eerlijk was over hoe hij eigenlijk in hun vriendschap stond en verbreekt hun contact. Ze beseft later dat ze heftiger heeft gereageerd dan ze eigenlijk wil, maar vermoedt dat het te laat is om nog iets aan de situatie te doen. Daarom accepteert ze op haar werk een haar voor de tweede keer aangeboden promotie, waarvoor ze in Taiwan moet gaan wonen.
Wallace besluit naar Chantry's afscheidsfeest te komen. Hij vermijdt haar de hele avond, maar wanneer bijna iedereen weg is, spreekt hij haar toch nog een keer aan. Ze hebben allebei een afscheidscadeautje voor elkaar. Dit blijkt in beide gevallen precies hetzelfde te zijn, een Fool's Gold Loaf. Ze zijn hier allebei op gekomen naar aanleiding van een gesprek dat ze een keer hadden over het favoriete eten van Elvis Presley. De gelijke gedachte maakt dat ze uiteindelijk toegeven aan de connectie die ze hebben, waarna ze elkaar voor het eerst kussen.

### Epiloog
Achttien maanden later. Wallace is Chantry achterna gegaan naar Taiwan, waar hij haar ten huwelijk heeft gevraagd. Op hun bruiloft blijkt dat hij zijn studie geneeskunde inmiddels heeft afgemaakt.

## Rolverdeling
- Daniel Radcliffe - Wallace
- Zoe Kazan - Chantry
- Megan Park - Dalia
- Adam Driver - Allan
- Mackenzie Davis - Nicole
- Rafe Spall - Ben
- Lucius Hoyos - Felix
- Jemima Rooper - Ellie
- Tommie-Amber Pirie - Gretchen
- Meghan Heffern - Tabby
- Jonathan Cherry - Josh
- Rebecca Northan - Holly
- Jordan Hayes - Becky
- Oona Chaplin - Julianne
- Adam Fergus - Rolf
- Sarah Gadon - Megan

## Prijzen en nominaties
De film won 2 prijzen en werd voor 8 andere genomineerd. Een selectie:
| Jaar | Evenement                          | Categorie                | Genomineerde     | Resultaat   |
| ---- | ---------------------------------- | ------------------------ | ---------------- | ----------- |
| 2014 | Canadian Screen Award (2de editie) | Beste film               | What If          | Genomineerd |
| 2014 | Canadian Screen Award (2de editie) | Beste regisseur          | Michael Dowse    | Genomineerd |
| 2014 | Canadian Screen Award (2de editie) | Beste acteur             | Daniel Radcliffe | Genomineerd |
| 2014 | Canadian Screen Award (2de editie) | Beste vrouwelijke bijrol | Mackenzie Davis  | Genomineerd |
| 2014 | Canadian Screen Award (2de editie) | Beste bewerkt scenario   | Elan Mastai      | Gewonnen    |